# Fabienne Wohlwend
Fabienne Wohlwend (7 de novembro de 1997, Vaduz) é uma piloto profissional de automóveis liechtensteiniense. Ela já competiu em categorias como a W Series, Fórmula 4 italiana, Copa Audi Sport, Ferrari Challenge, entre outras.
Estatisticamente, Wohlwend é o piloto de corrida de maior sucesso de Liechtenstein na história. Para além de ser um dos únicos três pilotos profissionais a vir de Liechtenstein — ao lado de Rikky von Opel e Manfred Schurti — ela também tem o maior número de largadas e poles em corridas de qualquer liechtensteiniense.